# Метеоризм
Метеори́зм (від грец. μετεωρισμός — «підняття вверх») або здуття живота — надлишкове скупчення газу в кишках. Проявляється здуттям живота, надмірним збільшенням живота в об'ємі (обдиманням), болем у животі, який розпирає, можливим рясним виділенням великої кількості травних газів (що називається флатуленцією).
У нормі, в кишці (тонка і товста кишки) дорослої людини міститься близько 200 мл різних газів: азот 11-92 %, вуглекислий газ до 50 %, кисень до 11 %, водень до 10 %, метан до 60 %, сірководень до 30 %, аміак тощо.
Може проявлятися відрижкою, гикавкою, відчуттям важкості, розпирання в животі, нападами болю, що зникають після відходження газів. Іноді проноси перемежовуються запорами.
Можливий розвиток і в результаті підвищеного заковтування повітря під час їди (аерофагія).

## Причини
Залежно від причини метеоризм можна підрозділити на:
- аліментарний метеоризм — виникає внаслідок вживання продуктів, процес травлення яких супроводжується підвищеним виділенням газів у кишці (це продукти, які містять підвищену кількість грубої клітковини, целюлози, пектину, геміцелюлози тощо, а також газовані напої, продукти, які спричинюють бродильні процеси, квас, пиво, в яких самостійно відбувається бродіння в результаті ферментативних процесів);
- дигестивний метеоризм — є наслідком порушення процесів травлення: при ферментативній недостатності, розладах всмоктування, порушеннях ентерогепатичної циркуляції жовчних кислот;
- дисбіотичний метеоризм — розвивається внаслідок порушення складу мікрофлори в товстій кишці;
- механічний метеоризм — наслідок механічних порушень евакуаторної функції шлунково-кишкового тракту, які призводять до порушень пасажу, — спайок, стенозів, пухлин; тоді він часто має локальний характер;
- динамічний метеоризм — виникає внаслідок порушення рухової функції шлунково-кишкового тракту, при цьому явно підвищеної кількості газу зміненого складу може не бути, але його транзит по кишках уповільнений, цей варіант можливий при парезі його в післяопераційному періоді, інтоксикації, перитоніті, після ваготомії, а також при синдромі подразненої кишки, який супроводжується порушенням моторики та координованості діяльності різних відділів кишки; до динамічного можна віднести і метеоризм, який виникає при деяких варіантах аномалій будови і положення товстої кишки;
- циркуляторний метеоризм — є наслідком порушення місцевого або загального кровообігу — ішемічні коліти, венозний застій у великому колі кровообігу, портальна гіпертензія;
- психогенний метеоризм — в основі лежать порушення моторної і евакуаторної функцій кишок;
- висотний метеоризм — розвивається внаслідок зниження атмосферного тиску при підйомі на висоту, коли гази розширюються, і відносний парціальний тиск їх збільшується.
- аерофагія — надмірне ковтання повітря з наступним надходженням його в шлунок та кишки;
- істеричний метеоризм — може виникнути внаслідок складних нервових механізмів.

## Лікування
Хворим з метеоризмом призначають дієту з обмеженою кількістю вуглеводів та кислих напоїв. Забороняється вживати свіжий хліб, свіжі борошняні вироби, солодощі (мед, цукерки та ін.), пиво, квас, обмежують горох, боби, квасолю, капусту, картоплю.
З лікувальних засобів призначають сорбенти активоване вугілля, або карболен (по 0,5 — 1 г 3 — 4 рази на день), вітрогінні (ромашку, кріп). Якщо ці заходи не допомогли або їхнє призначати протипоказано, то тоді застосовують газовідвідні трубки.

### Застосування газовідвідної трубки
Надягають гумові рукавички. Кінець трубки змащують вазеліновою олією, повільно вводять хворому в пряму кишку на глибину 20 — 30 см, хворого перевертають на спину, підкладають під сідниці судно, обгорнуте пелюшкою і на третину заповнене водою. Другий кінець трубки опускають в судно. Після відходження газів трубку витягують з прямої кишки. Ділянку заднього проходу витирають зволоженою серветкою, а у випадку подразнення змащують вазеліновою олією, дитячим кремом. Газовідвідну трубку занурюють в 1 % розчин хлораміну, потім кип'ятять протягом 15 хвилин (щоб простерилізувати).
Треба пам'ятати, що газовідвідну трубку слід вводити хворому декілька разів протягом доби через певні проміжки часу, тому що вона може знаходитися в прямій кишці від 15 хв до 2 годин при відповідних умовах.
Принцип лікування метеоризму:
- корекція дієти;
- лікування захворювань, які спричинили метеоризм;
- відновлення рухових порушень (шляхом призначення прокінетиків);
- лікування порушень флори кишки (пробіотики);
- видалення газів, які накопичилися, з просвіту кишки.